# Гарденберг
Гарденберг (нід. Hardenberg, Нідерландською: [ˈɦɑrdə(m)bɛr(ə)x] ( прослухати)) — місто і муніципалітет у Нідерландах, у провінції Оверейсел, на кордоні з Німеччиною.

## Населені пункти муніципалітету
Міста
- Гарденберг
- Грамсберген
- Дедемсварт

Села
- Балкбрюг
- Бергентгейм
- Брюхтервелд
- Гемсе
- Де-Крім
- Клостергар
- Люттен
- Маріенберг
- Резе
- Сібкюло
- Слаггарен

Селища
- Ане
- Анервен
- Аневелде
- Вітман
- 'т-Гантьє

## Визначні мешканці
- Гелен Тангер (нар. 1978 у Гарденберзі) — нідерландська веслувальниця, олімпійська медалістка
- Арне Слот (нар. 1978 у Бергентгеймі) — нідерландський футболіст
- Нік Кімманн (нар. 1996 у Люттені) — нідерландський велогонщик, олімпійський чемпіон 2020 року у виді BMX Racing

## Галерея

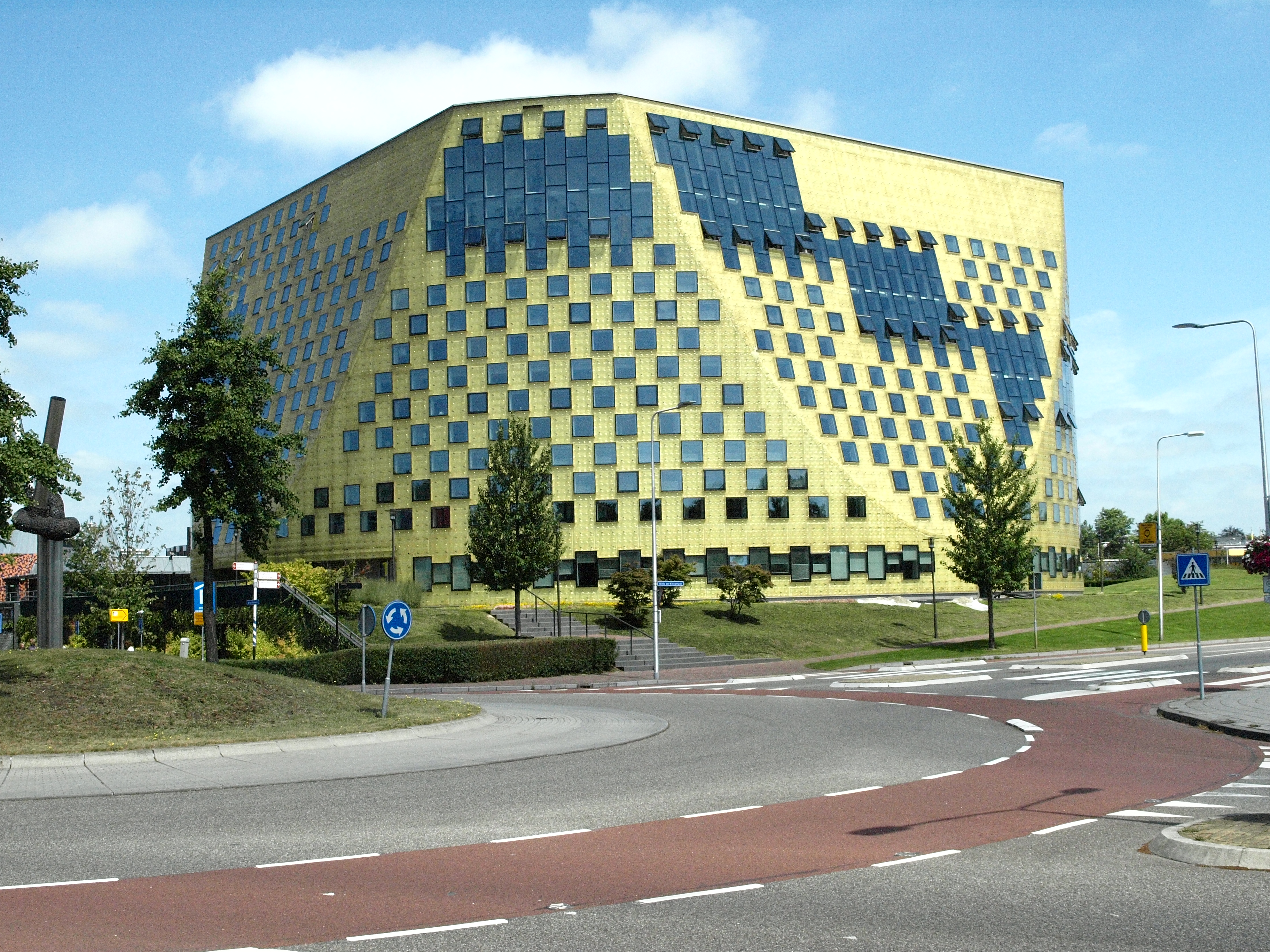
Будівля мерії Гарденберга
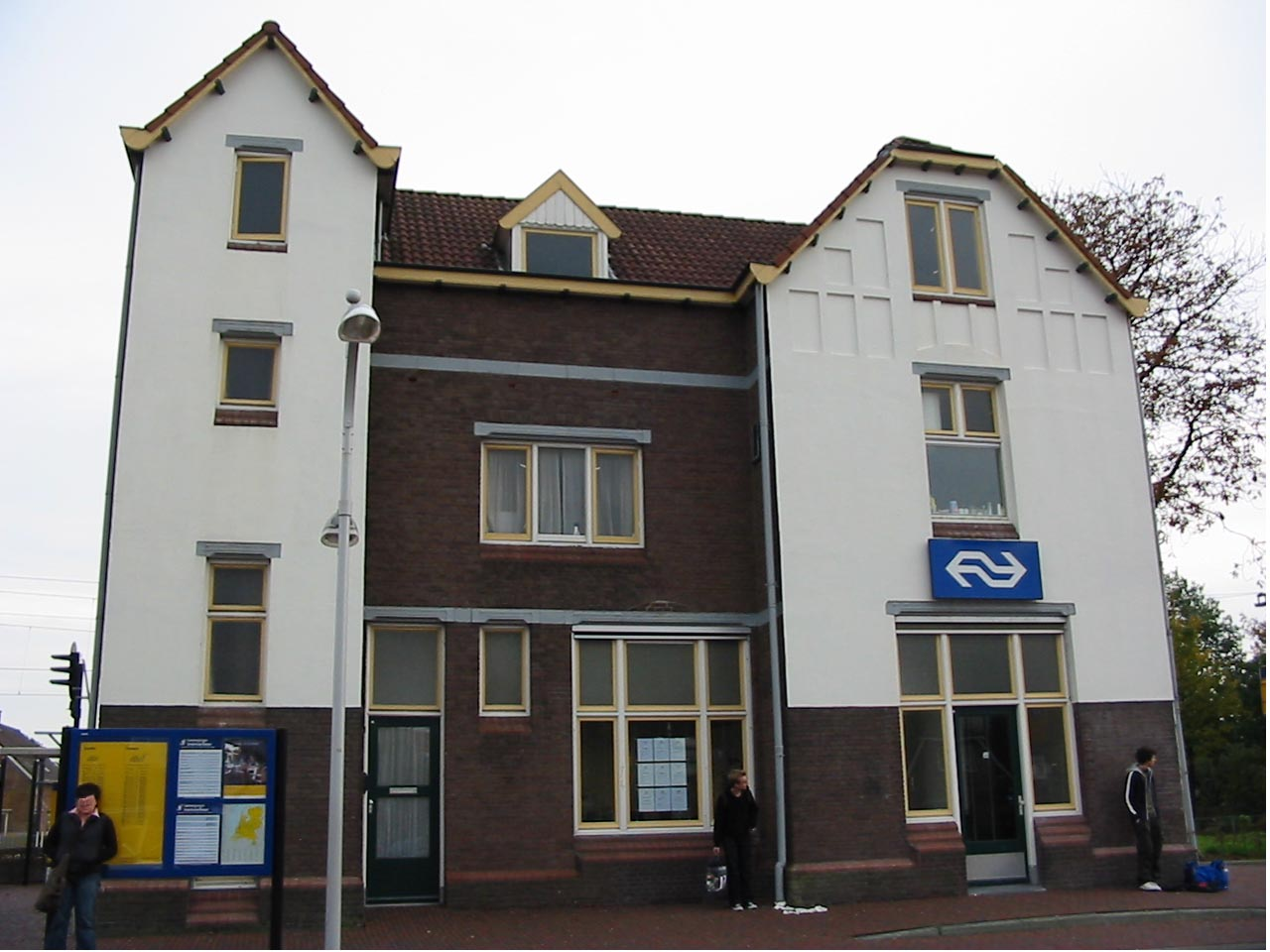
Залізничний вокзал
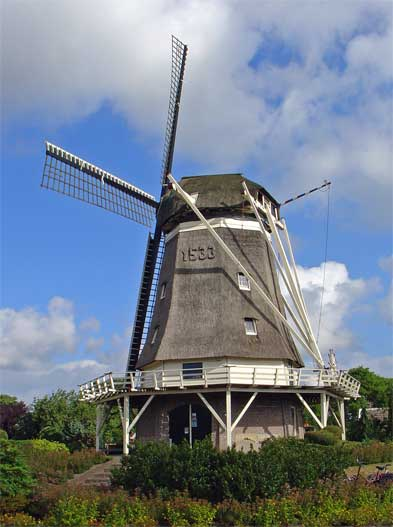
Вітряк у Гарденберзі
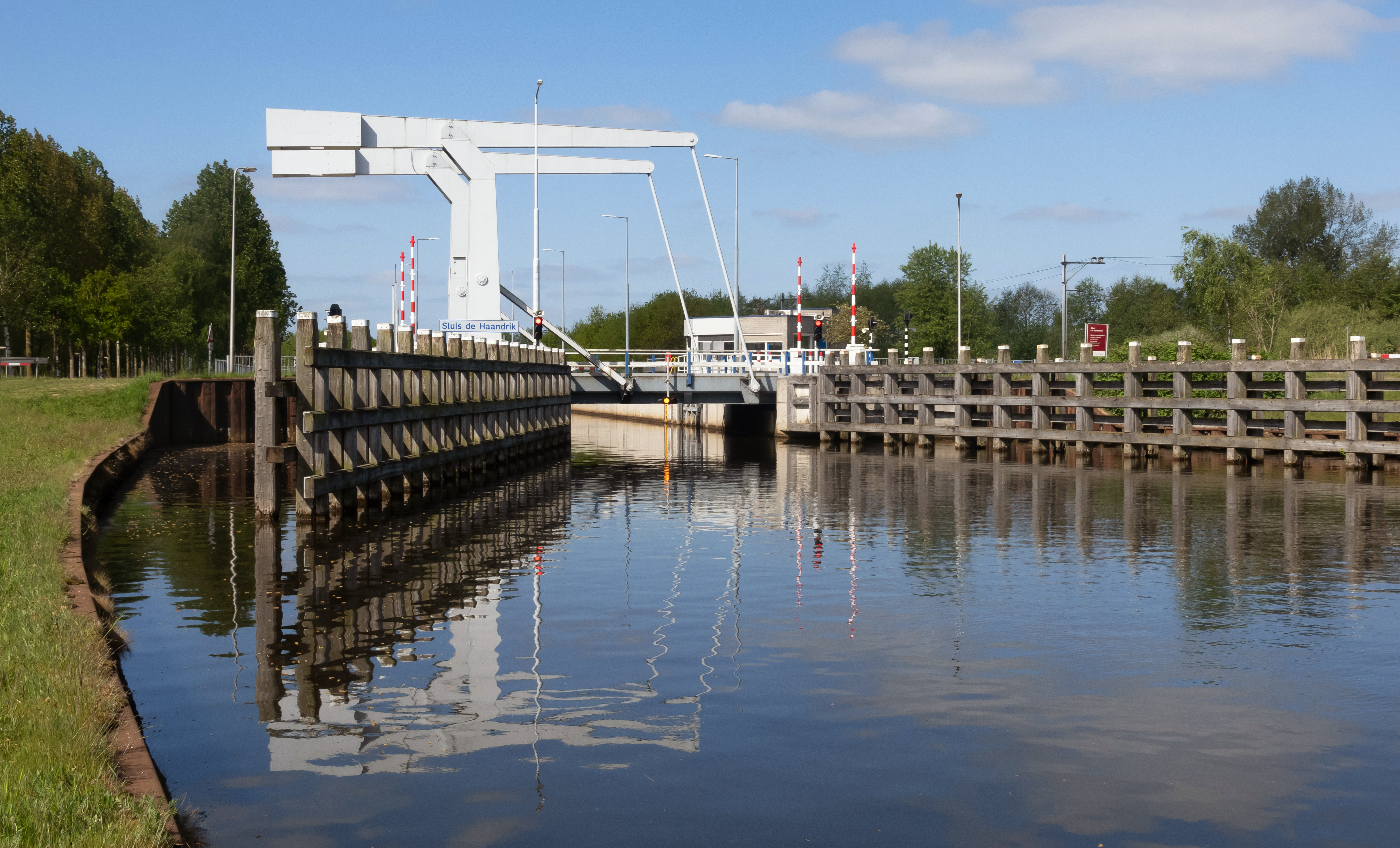
Шлюз у місті
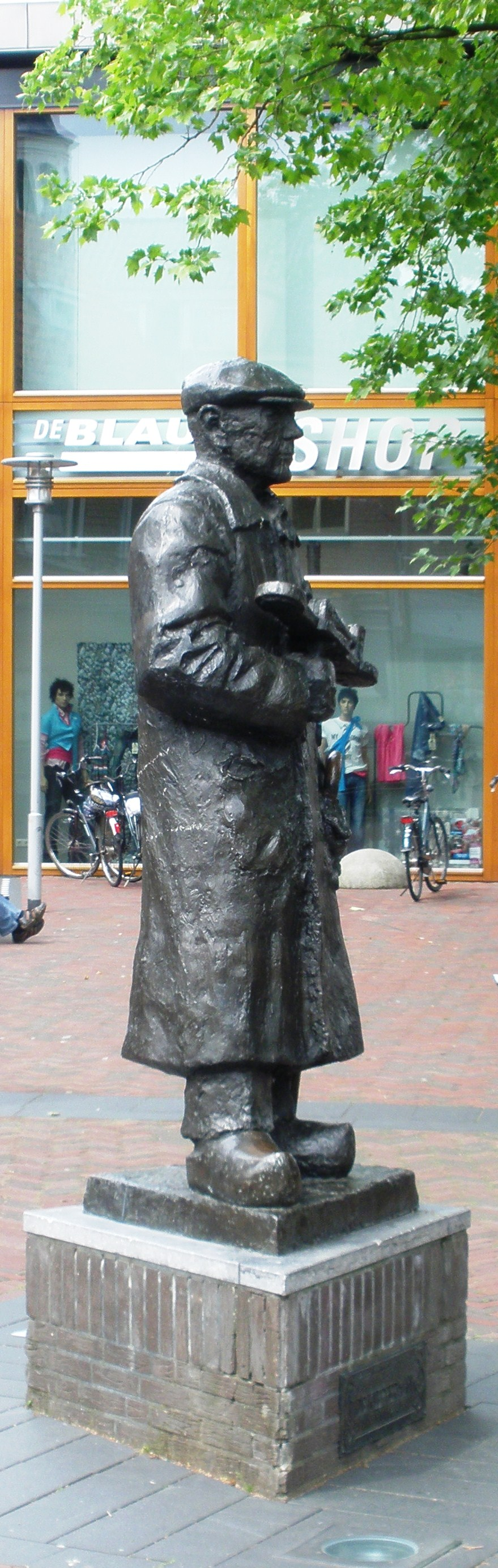
Статуя музики
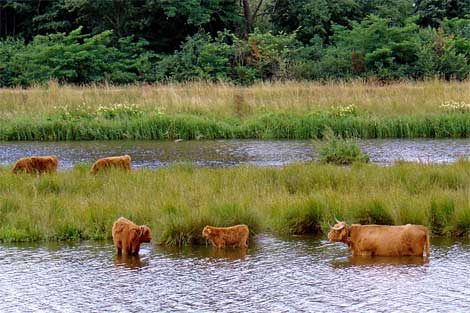
Озеро на території муніципалітету